# 天復 (回離保)
天復（1123年正月—八月）是辽朝时期的奚王回離保的年號，共計8个月。
另有史书所载，辽奚王萧幹年号有天嗣（或作「大嗣」、「天兴」、「天阜」）。李崇智据诸书，认为萧幹与回離保实为一人。

## 改元
- 1123年——正月三日，回離保自稱皇帝，建元天復。八月十五日，回離保於峰山被宋將郭藥師打敗，不久被部下殺死。[5][6][7][3][4][8][9]

## 纪年對照表
| 天復 | 元年   |
| ---- | ------ |
| 公元 | 1123年 |
| 干支 | 癸卯   |

## 同期存在的其他政权年号
- 中國
  - 宣和（1119年－1125年）：宋—宋徽宗趙佶之年號
  - 保大（1121年－1125年）：辽—辽天祚帝耶律延禧之年号
  - 神曆（1123年）：北遼—梁王耶律雅里之年號
  - 天輔（1117年－1123年）：金—金太祖完顏阿骨打之年號
  - 天會（1123年－1137年）：金—金太宗吳乞買、金熙宗完颜亶之年號
  - 元德（1119年－1127年）：西夏—夏崇宗李乾順之年號
  - 嘉永（1122年－1128年）：大理—段正嚴之年號
- 越南
  - 天符睿武（1120年－1126年）：李朝—李乾德之年號
- 日本
  - 保安（1120年－1124年）：鳥羽天皇與崇德天皇之年号

## 參看
- 中國年號索引

## 深入閱讀
- 李崇智. . 北京: 中華書局. 2004年12月. ISBN 7101025129.
- 鄧洪波. . 臺北: 國立臺灣大學東亞經典與文化研究計劃. 2005年3月  [2021-11-28]. ISBN 9789860005189. （原始内容 (pdf)存档于2007-08-25）.